# Коли два серця виграють
«Коли́ два се́рця виграю́ть» (англ. When Two Hearts Are Won) — американська короткометражна комедійна мелодрама режисера Сідні Олкотта 1911 року.

## Сюжет
Алкібіадес Шемлі одружується з дівчиною на ім'я Кассандра, яка має поганий характер. У медовий місяць вони беруть із собою собаку Кару, але їх виганяють з потяга, коли провідник знаходить собаку. Кассандра вимагає звільнити всіх працівників залізниці. Вони намагаються знайти готель, в якому дозволено тримати собак, і Кара з'їдає капелюх покоївки. Елсі отримує телеграми від родини Кассандри, які попереджають його про її характер. Коли Елсі звинувачує Кару в тому, що вона з'їла ґудзик його нашийника, він кидає собаку в супницю і божеволіє. Кассандра читає телеграму від дядька, який радить їй прийняти ліки та заспокоїтися. Вона перепрошує перед Елсі й визнає свою поразку.

## У ролях
- Сідні Дрю — Алкібіадес Шемлі
- Еліс Джойс — Кассандра
- Джордж Мелфорд